# Uranotaenia hongayi
Uranotaenia hongayi is een muggensoort uit de familie van de steekmuggen (Culicidae). De wetenschappelijke naam van de soort is voor het eerst geldig gepubliceerd in 1947 door Galliard & Ngu.